# Abderramão ibne Habibe Alfiri
Abderramão, Abederramão, Abderramane ou Abederramane ibne Habibe Alfiri (em árabe: Abd al-Rahman ibn Habib al-Fihri) foi um oficial árabe do século VIII, ativo na Ifríquia. Foi governador da região de 744 a 755 e sucedido por seu filho Habibe ibne Abderramão Alfiri (755–758). Um aventureiro, seu mandato não foi formalmente reconhecido pelo Califado Omíada de Damasco (661–750). Após a vitória da Revolução Abássida (750) e a ascensão de Almançor (r. 754–775), o califa lhe escreveu exigindo obediência, mas Abderramão, embora tenha enviado presentes e ofereceu fidelidade, quis reter sua autonomia. Isso levou a uma disputa aberta com o Califado Abássida, culminando numa disputa no seio de sua família. Foi assassinado em 755.